# Grodzisko Pańskie
Grodzisko Pańskie (485 m) –  wzniesienie i grupa skał na Wyżynie Częstochowskiej. Znajduje się w ciągu wzgórz tworzących lewe zbocza Doliny Wodącej. W kierunku od północy na południe są to wzgórza: Śmietnik, Pociejówka, Oparanica, Zegarowe Skały, Strzegowa Skała, Grodzisko Chłopskie i Grodzisko Pańskie. Od wschodu Grodzińsko Pańskie sąsiaduje z Goncerzycą.
Wzniesienie posiada formę długiego grzbietu zwieńczonego dużym grzebieniem skalnym. Tworzące grzebień złomy i ściany skalne dzielą szczyt na szereg wyodrębnionych placów. Place te połączone są naturalnymi przejściami i umożliwiają bezpośrednią komunikację pomiędzy nimi. Niegdyś szczyt góry był ufortyfikowany poprzez zamknięcie obwodu obronnego wokół poszczególnych placów (majdanów) za pomocą wałów zbudowanych z ziemi i kamienia oraz fos. Powstał w ten sposób duży rozbudowany gród obronny, który od 2 poł. XII do 1 poł. XIV w. stanowił najsilniejsze ogniwo systemu obronnego na odcinku Smoleń-Strzegowa. W obszarze majdanów skupiały się budynki mieszkalne i gospodarcze. W skład tego systemy oprócz Grodziska Pańskiego wchodził gród w Smoleniu, fortyfikacje na Biśniku oraz nigdy nie ukończone fortyfikacje na Skałach Zegarowych.
W obszarze Grodziska Pańskiego prowadzono badania archeologiczne, w wyniku których odnaleziono wyroby późnopaleolitycznych myśliwych. Ponadto stwierdzono również obecność człowieka w okresie neolitu oraz obecność ludzi kultury przeworskiej w okresie III-IV w. n.e.
Przeprowadzone badania naukowe wskazują, że umocnienia zostały zniszczone wskutek pożaru. Datowanie zniszczeń pozwala domniemywać, że odbyło się to w trakcie walk o tron krakowski między Władysławem Łokietkiem a Wacławem II Czeskim. Po tych wydarzeniach gród nigdy już nie został odbudowany.
W lesie na szczycie wzgórza znajduje się kilka wapiennych skał: Grodzisko Pańskie I, II, III, Bezpańska I, II. Są one obiektem wspinaczki skalnej. W obrębie skał znajdują się także dwa niewielkie schroniska: Schronisko nad Progiem i Schronisko Fałszerzy. W tym ostatnim za czasów króla Jana Kazimierza istniała pracownia fałszerzy monet.
Ze szczytu skał rozciąga się szeroka panorama widokowa. Skały na szczycie wzniesienia znajdują się wśród gęstych zarośli. Dla potrzeb turystów wybudowano kładki i poręcze umożliwiające przejście między skałami.  

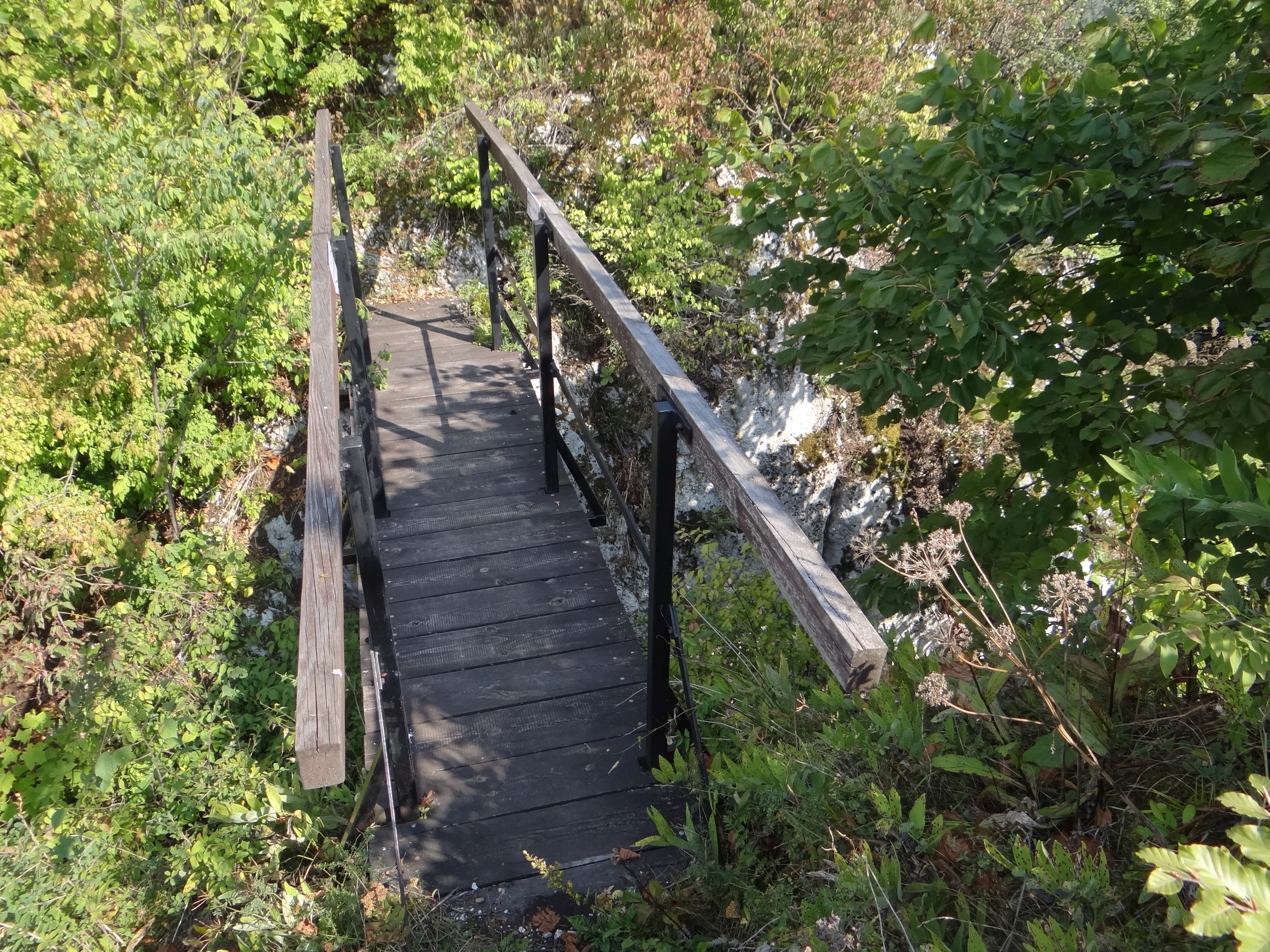
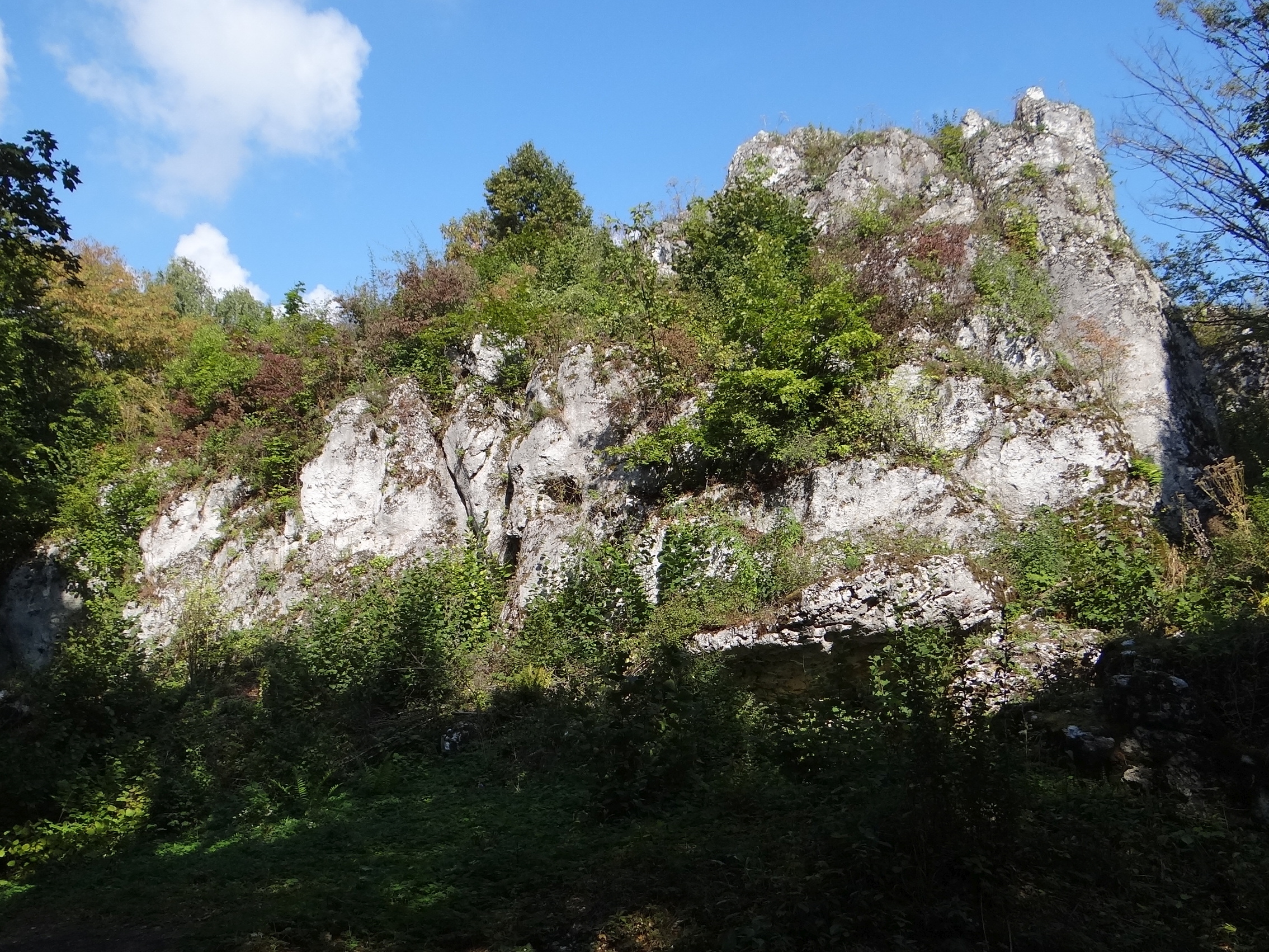
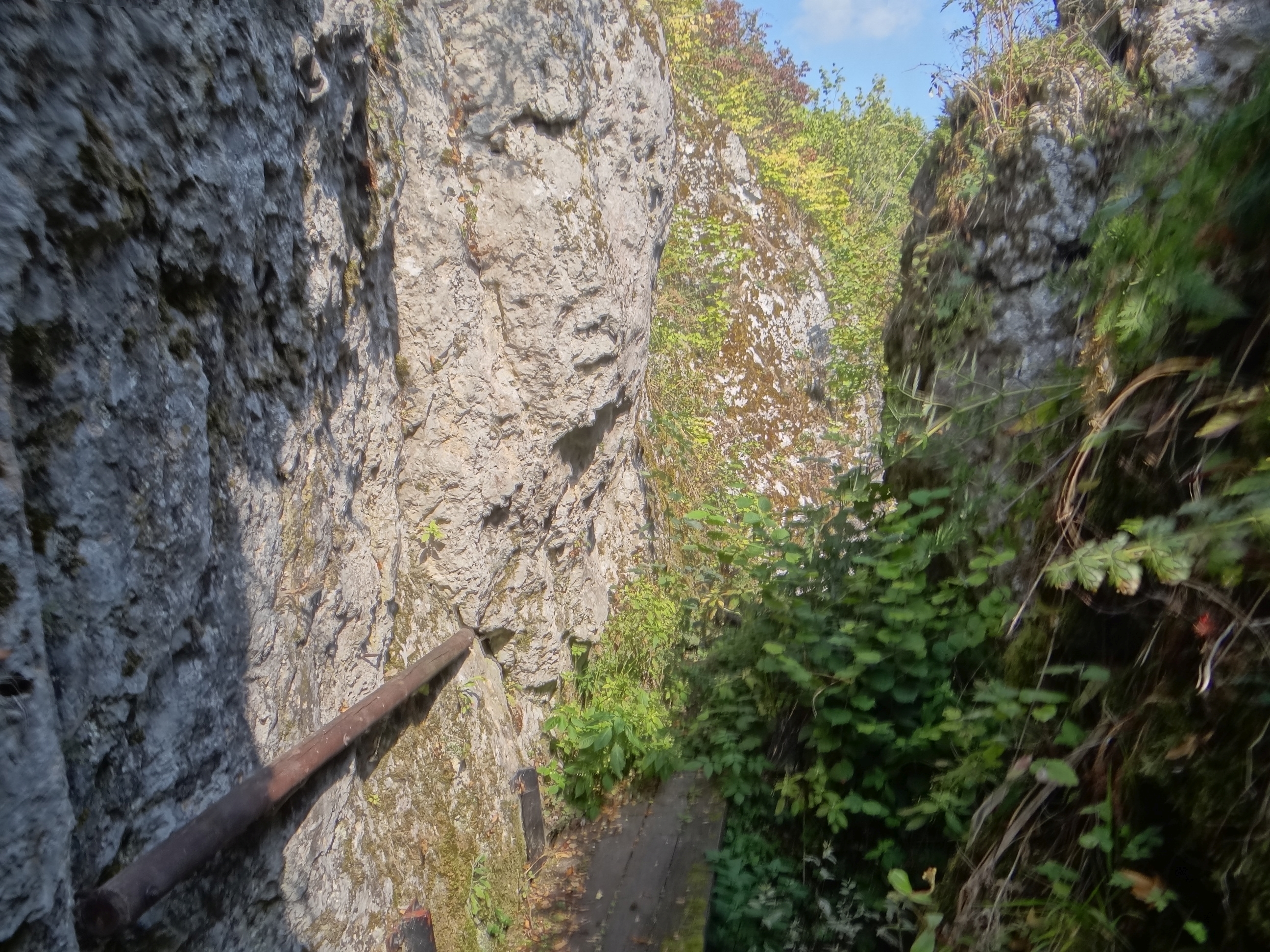
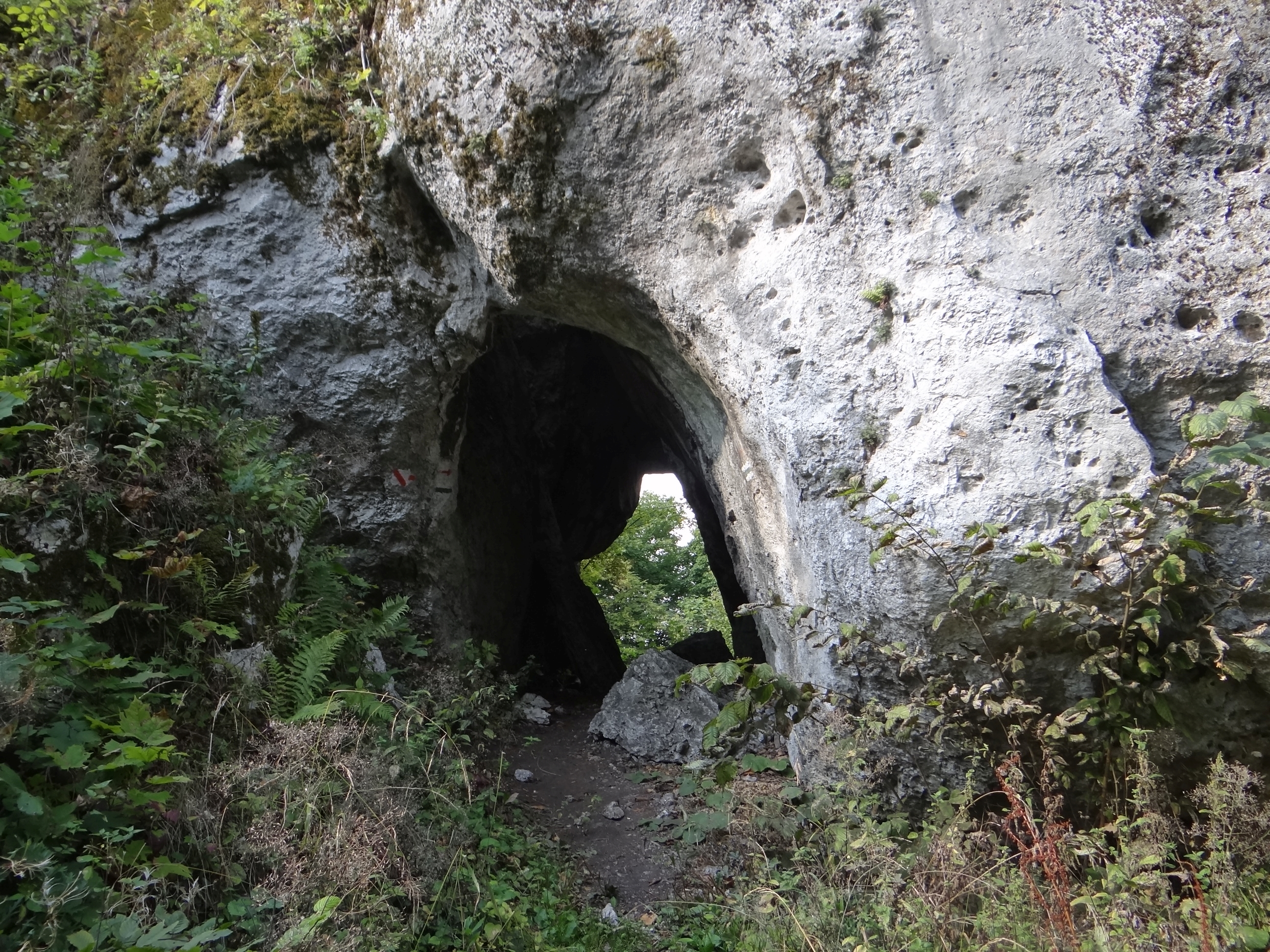
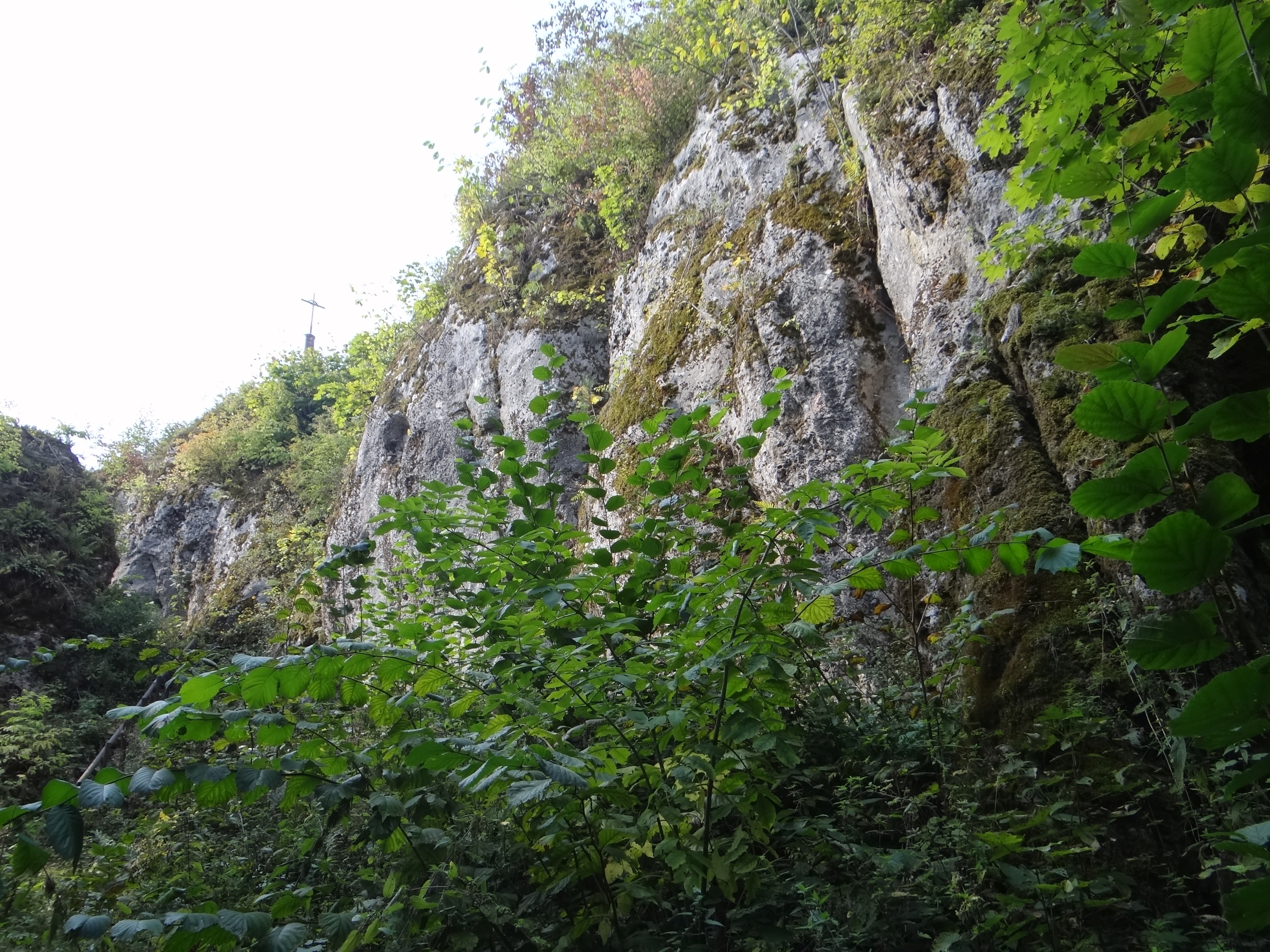
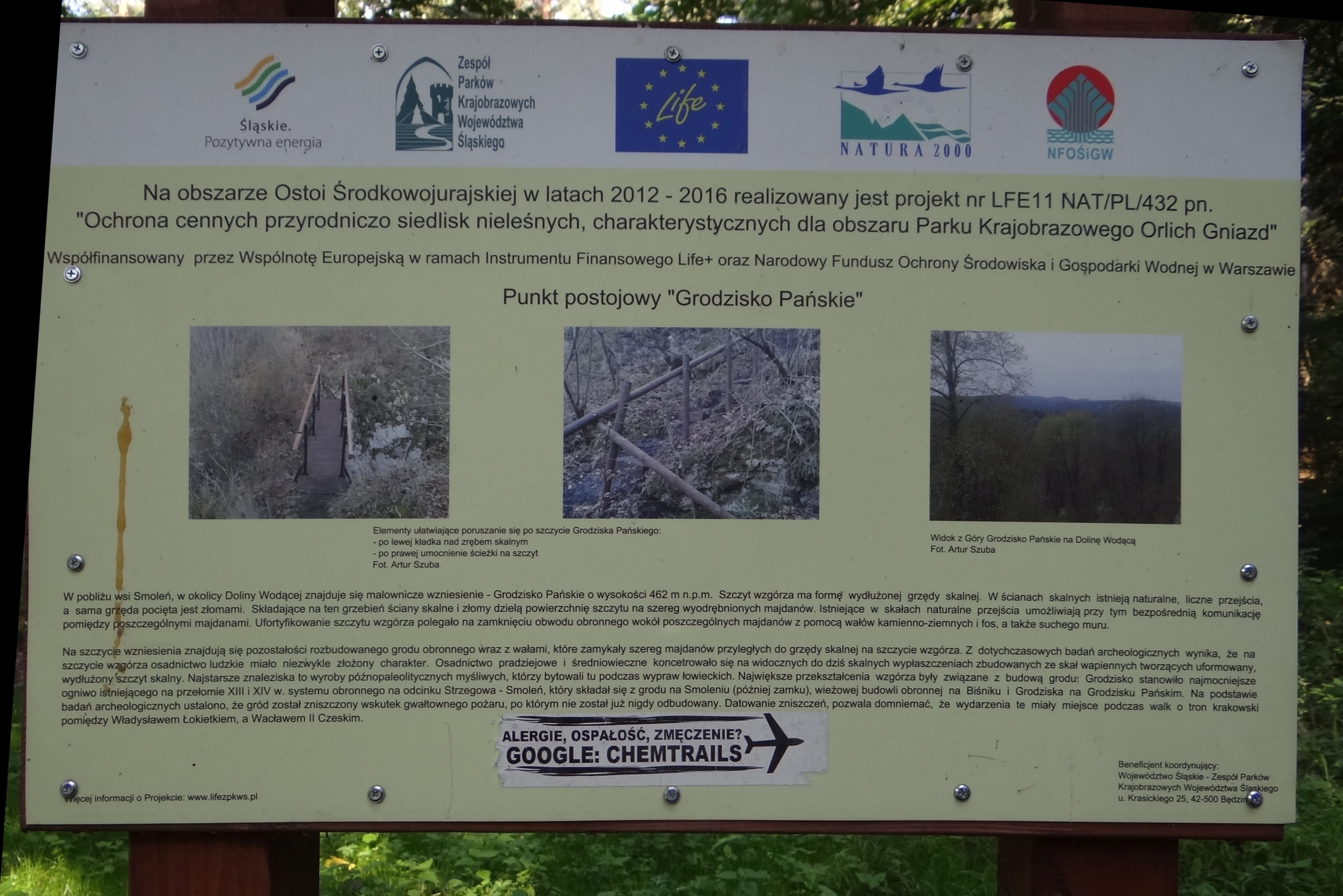

## Piesze szlaki turystyczne
Szlak Jaskiniowców: Smoleń – ciąg wzgórz nad Doliną Wodącej – Strzegowa. Utworzony 2005 roku szlak o długości dziesięciu kilometrów, łączący najciekawsze turystycznie miejsca grupy.